# 195-я стрелковая дивизия (1-го формирования)
Не следует путать со 195-й Новомосковской Краснознамённой дивизией
195-я стрелковая дивизия — войсковое соединение вооружённых сил Вооружённых Сил СССР во Второй мировой войне

## История
Дивизия сформирована в марте 1941 года в Киевском особом военном округе.
На 22.06.1941 года дивизия находилась на марше и выходила на днёвку в район Сновидовичи, 23.06.1941 находилась в Осьнице (90 километров восточнее Ковеля). 27.06.1941 дивизия распоряжением командующего фронтом перешла во фронтовой резерв и сосредоточивалась в районе Чарторийска. 30.06.1941 года выступила из района Чарторийск в направлении Сарны, куда прибыла 02.07.1941 для оборудования оборонительных рубежей по рекам Горынь и Случь на сарнско-олевском направлений в Целях обеспечения правого фланга фронта, хотя планировалась командармом для заблаговременного занятия укреплений Новоград-Волынского укреплённого района.
Возвращена в армию только 05.07.1941, ночными форсированными переходами двигалась из района Сарн на левый фланг армии для занятия обороны в Новоград-Волынском укреплённом районе. К исходу 05.07.1941 дивизия вышла в район Эмильчино.
С 05.07.1941 держит оборону по реке Случь на левом фланге Коростенского укреплённого района в районе Мяколовичи, Тесновка, Чмель, Эмильчино, Сербы,
С 10.07.1941 принимает практически первый бой: участвует в контрударе войск 5-й армии на Новоград-Волынском направлении, за два дня боёв не смогла продвинуться вообще (лишь в одном месте на 2-3 километра):
«195-я стрелковая дивизия, мало участвовавшая до этого в боях и не сопровождаемая танками поддержки, не проявила достаточной напористости. Атаки этой дивизии были отбиты с большими потерями, и дивизия трижды откатывалась в исходное положение к Немеянке. Едва оправившись после боя, 195-я дивизия снова бросалась в бой, по её атаки были малоуспешными. К исходу 12 июля дивизия, продвинувшись своим левым флангом на 3 км, вела бой на рубеже (иск.) Вершница, (иск.) клх. Ужачинская Гута с частями 79-й пехотной дивизии, а затем и с подошедшей 62-й пехотной дивизией противника. Потери 195-й дивизии за два дня боев составили 400 человек. Погибли начальник штаба дивизии и заместитель командира дивизии по политчасти, пытавшиеся остановить отход частей дивизии».
До 15.07.1941 дивизия ведёт тяжёлые наступательные бои, с 15.07.1941 отходит на северо-восток, понесла тяжёлые потери (в дивизии осталось 700—800 человек), была отведена во второй эшелон для приведения её в порядок, а затем в ночь на 18.07.1941 заняла рубеж Осовка, Эмильчино, прикрывая правый фланг 31-го стрелкового корпуса.
К 22.07.1941 года отошла ещё дальше, в район Выгов, Краснополье, выведена в корпусной резерв. 25.07.1941 совместно с частями 19-го механизированного корпуса участвует в контрударе с целью восстановления положения в полосе действия корпуса, до 31.07.1941 ведёт встречные бои, но была потеснена на рубеж Емельяновка — Ушица, где держала оборону до 05.08.1941, когда вражеские части нанесли удар и дивизия была оттеснена на рубеж Выгов, Ушица. На 08.08.1941 года вела тяжёлые бои на участке Чигири, Пашинья. На 14.08.1941 заняла оборону на рубеже высота 182,6, Барды. В это время в дивизии оставалось всего 1575 человек и дивизия была пополнена.
С 21.08.1941 дивизия по маршруту Народичи, Рожава, Неданчичи отходит за Днепр. К 27.08.1941 заняла позиции по берегу Днепра в районе Лоева. Немецкое наступление 28.08.1941 года прошло через соседние позиции и ещё на 05.09.1941 дивизия (в отличие от других соединений корпуса) обороняла левый берёг Днепра на участке Любеч, Рудня, имея один полк в корпусном резерве на рубеже Льговка, Левковичи.
Войска корпуса 07.09.1941 осуществляли перегруппировку для готовящегося контрудара, и дивизия, оставив на реке Днепр — на участке Рудня — Навозы охранение, своими основными силами к утру 07.09.1941 сосредоточилась в лесу южнее Жидиничей. Однако 08.09.1941 противник, опередив советские войска, нанёс удар в направлении на север, прорвавшись через боевые порядки. 08.09.1941 части дивизии предпринимают безуспешные атаки, и с этого дня несколько дней ведёт бои в окружении, пытаясь прорваться к своим частям. Из окружения к исходу 10.09.1941 года из войск дивизии вырвалось около 300 человек. Штаб дивизии был уничтожен.
Остатки дивизии ещё до 18-20.09.1941 года оказывали какое-то сопротивление, отходя на восток, но в конце концов, в связи с глобальным окружением войск фронта, дивизия к двадцатым числам сентября 1941 была уничтожена полностью.
Официально расформирована 27.12.1941 года.

## Подчинение
| Дата            | Фронт (округ)      | Армия     | Корпус (группа)        | Примечания |
| --------------- | ------------------ | --------- | ---------------------- | ---------- |
| 22.06.1941 года | Юго-Западный фронт | -         | 31-й стрелковый корпус | -          |
| 01.07.1941 года | Юго-Западный фронт | -         | -                      | -          |
| 10.07.1941 года | Юго-Западный фронт | 5-я армия | 31-й стрелковый корпус | -          |
| 01.08.1941 года | Юго-Западный фронт | 5-я армия | 31-й стрелковый корпус | -          |
| 01.09.1941 года | Юго-Западный фронт | 5-я армия | 31-й стрелковый корпус | -          |

## Состав
- 564-й стрелковый полк
- 573-й стрелковый полк
- 604-й стрелковый полк
- 475-й артиллерийский полк
- 505-й гаубичный артиллерийский полк
- 41-й отдельный истребительно-противотанковый дивизион
- 215-й отдельный зенитный артиллерийский дивизион
- 330-й разведывательный батальон
- 362-й сапёрный батальон
- 564-й отдельный батальон связи
- 18-й медико-санитарный батальон
- 200-я отдельная рота химической защиты
- 253-й автотранспортный батальон
- ??-я полевая хлебопекарня
- 702-я полевая почтовая станция
- 594-я полевая касса Госбанка

## Командование
Командиры
- Несмелов, Виталий Николаевич (14.03.1941 — 27.12.1941), генерал-майор

Заместители командира
- Усачёв, Захарий Никитович (??.06.1941 — ??.08.1941), полковник

Начальники штаба
- Усачёв, Захарий Никитович (??.06.1941 — ??.08.1941), полковник